# Meedo gympie
Meedo gympie is een spinnensoort uit de familie Gallieniellidae. De soort komt voor in Queensland en New South Wales.